# Oxymoron (álbum)
Oxymoron é o terceiro álbum de estúdio do rapper norte-americano Schoolboy Q, lançado a 25 de Fevereiro de 2014 através da Top Dawg Entertainment e Interscope Records. O disco estreou na primeira posição da tabela musical Billboard 200, com 139 mil unidades vendidas na semana de estreia.
O álbum contem participações de Kendrick Lamar, 2 Chainz, ASAP Rocky, Jay Rock, Tyler, the Creator e Kurupt, entre outros. A  produção de hip hop do álbum foi feita por produtores musicais de alto nível, como Boi-1da, The Alchemist, Mike Will Made It , Clams Casino, Nez & Rio, DJ Dahi e Pharrell, bem como outros, incluindo membros da Top Dawg Entertainment's em -equipes de produção doméstica Digi+Phonics e THC.
Oxymoron recebeu críticas geralmente positivas dos críticos, que elogiaram sua produção assustadora e as letras agressivas de Schoolboy Q. O álbum também foi um sucesso comercial, estreando em primeiro lugar nos EUA Billboard 200, vendendo 139 mil cópias em sua primeira semana de lançamento. Também alcançou um pico nas principais paradas de álbuns no Canadá, Nova Zelândia, Irlanda e Reino Unido. O álbum recebeu uma indicação no 2015 Grammy Awards para Melhor Álbum de Rap.
O álbum foi apoiado por quatro singles oficiais: "Collard Greens", "Man of the Year", "Studio" e "Hell of a Night", bem como os singles promocionais "Yay Yay" e "Quebre o banco". Até o momento, "Studio" é sua música de maior sucesso como artista principal, chegando ao número 38 na parada dos EUA Billboard Hot 100. Schoolboy Q também fez uma turnê pelos Estados Unidos e pela Europa na Oxymoron World Tour, com Isaiah Rashad e Vince Staples.

## Plano De Fundo
Em junho de 2012, Schoolboy Q revelou que ele havia começado a trabalharar seu primeira, anunciando que ele seria o segundo membro do Black Hippy, para lançar o album pela Interscope Records, depois de Good Kid, M.A.D. City do Kendrick Lamar. Em uma entrevista de novembro de 2012, Schoolboy Q expressou: "Kendrick Lamar deixou-me nenhuma escolha a não ser lançar um clássico", referindo-se ao álbum de Lamar "Good Kid, M.A.D. City" e seu impacto em sua própria estréia. Na terceira parte dessa entrevista exclusiva, Schoolboy Q revelou que ele iria lançar outro projeto em 2012, antes de sua estréia na grande gravadora, que estava programada para um lançamento no início de 2013. O outro projeto que ele estava planejando lançar antes do final de 2012 foi um mixtape, no entanto, em dezembro de 2012, Schoolboy Q tweeted ele tinha mudado de ideia e ia se concentrar em seu álbum de estreia.

## Desempenho nas tabelas musicais

### Posições
| Tabela musical (2014)                         | Melhor posição |
| --------------------------------------------- | -------------- |
| Austrália - ARIA Albums Chart                 | 11             |
| Bélgica - Ultratop 50 (Flandres)              | 49             |
| Canadá - Canadian Albums                      | 1              |
| Dinamarca - Hitlisten                         | 23             |
| Estados Unidos - Billboard 200                | 1              |
| Estados Unidos - Billboard R&B/Hip-Hop Albums | 1              |
| Noruega - VG-lista                            | 28             |
| Nova Zelândia - NZ Top 40 Albums              | 7              |
| Países Baixos - Mega Album Top 100            | 68             |
| Reino Unido - UK Albums Chart                 | 23             |
| Reino Unido - UK R&B Albums Chart             | 4              |
| Suíça - Schweizer Hitparade                   | 24             |

## Lista de Musicas
| Oxymoron track listing |                                                       |                            |         |  |
| N.º                    | Título                                                | Produtor(es)               | Duração |  |
| 1.                     | "Gangsta"                                             | Nez & Rio Sounwave [b]     | 3:51    |  |
| 2.                     | "Los Awesome" (featuring Jay Rock)                    | Pharrell                   | 4:12    |  |
| 3.                     | "Collard Greens" (featuring Kendrick Lamar)           | THC Bunn [a]               | 4:59    |  |
| 4.                     | "What They Want" (featuring 2 Chainz)                 | Mike Will Made It Marz [a] | 4:27    |  |
| 5.                     | "Hoover Street"                                       | Sounwave                   | 6:36    |  |
| 6.                     | "Studio" (featuring BJ the Chicago Kid)               | Swiff D                    | 4:38    |  |
| 7.                     | "Prescription / Oxymoron"                             | Sounwave Willie B          | 7:09    |  |
| 8.                     | "The Purge" (featuring Tyler, the Creator and Kurupt) | Tyler, the Creator         | 4:54    |  |
| 9.                     | "Blind Threats" (featuring Raekwon)                   | LordQuest Sounwave [b]     | 4:29    |  |
| 10.                    | "Hell of a Night"                                     | DJ Dahi JayFrance [a]      | 4:32    |  |
| 11.                    | "Break the Bank"                                      | The Alchemist              | 5:54    |  |
| 12.                    | "Man of the Year"                                     | Nez & Rio Sounwave [b]     | 3:36    |  |
| Duração total:         | Duração total:                                        | Duração total:             | 59:25   |  |

| Deluxe edition |                                          |                           |         |  |
| N.º            | Título                                   | Producer(s)               | Duração |  |
| 13.            | "His & Her Fiend" (featuring SZA)        | Rocket                    | 2:55    |  |
| 14.            | "Grooveline Pt. 2" (featuring Suga Free) | Tae Beast Frank Dukes [a] | 4:18    |  |
| 15.            | "Fuck LA"                                | Nez & Rio                 | 3:20    |  |
| Duração total: | Duração total:                           | Duração total:            | 69:58   |  |

| iTunes deluxe edition (bonus tracks) |                |                            |         |  |
| N.º                                  | Título         | Producer(s)                | Duração |  |
| 16.                                  | "Gravy"        | Clams Casino               | 2:26    |  |
| 17.                                  | "Yay Yay"      | Boi-1da The Maven Boys [a] | 4:31    |  |
| Duração total:                       | Duração total: | Duração total:             | 76:53   |  |

| Target deluxe edition (bonus tracks) |                                          |                |         |  |
| N.º                                  | Título                                   | Producer(s)    | Duração |  |
| 16.                                  | "Pusha Man"                              | Tae Beast      | 1:43    |  |
| 17.                                  | "Californication" (featuring ASAP Rocky) | Nez & Rio      | 6:17    |  |
| Duração total:                       | Duração total:                           | Duração total: | 77:58   |  |